# José Maria Barreto Júnior
José Maria Barreto Júnior (1814 — 1879) foi um político brasileiro.
Foi 2º vice-presidente da província do Maranhão, exercendo a presidência interinamente de 12 de maio a 26 de setembro de 1859.